# L'Agent 212
Pour les articles homonymes, voir Agent.
L'Agent 212 est une série de bande dessinée belge humoristique créée en 1975 par Daniel Kox au dessin et Raoul Cauvin au scénario dans le no 1939 du journal Spirou. Elle met en scène l'agent 212, un agent de police débonnaire et gaffeur.

## Synopsis

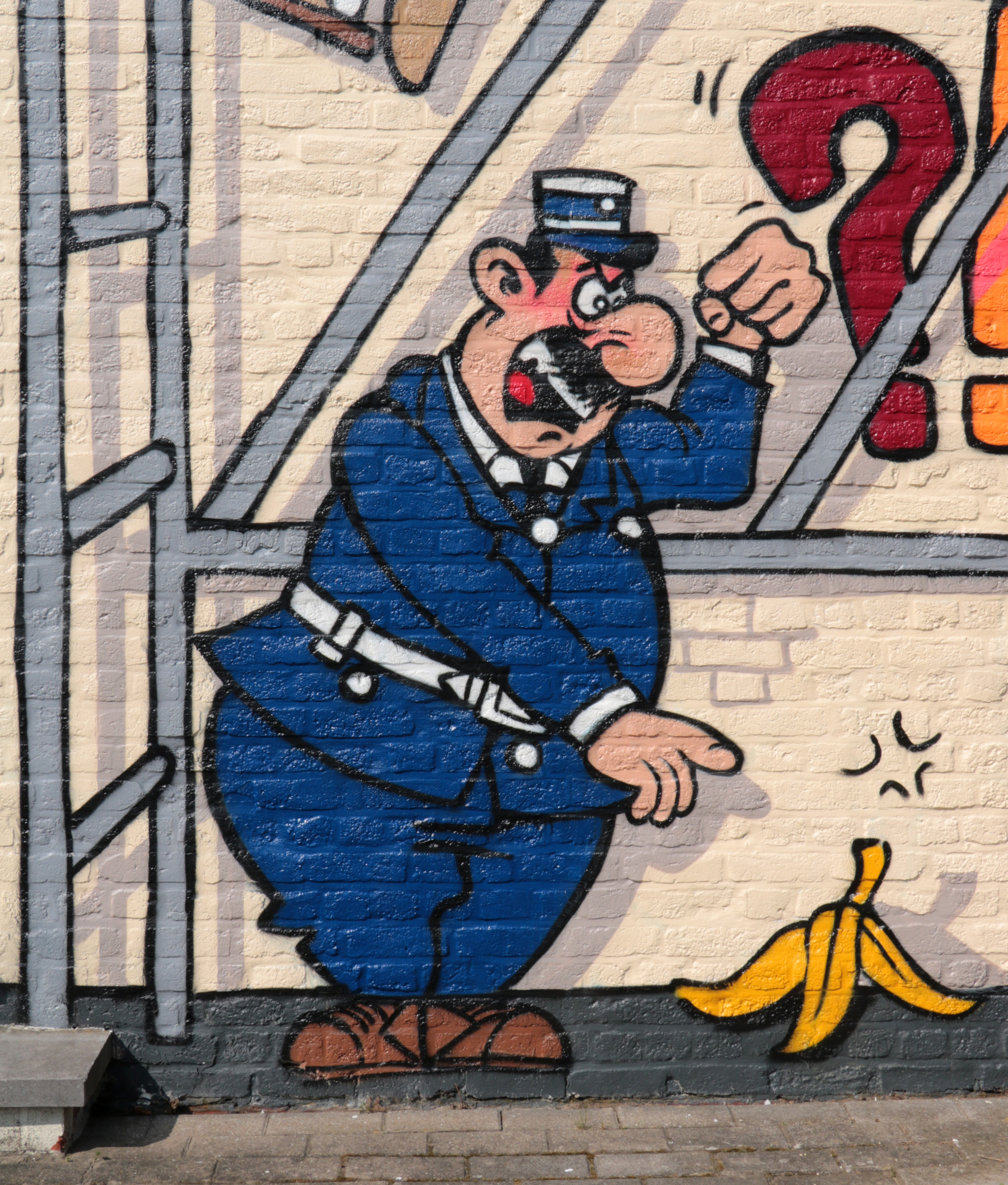
L'Agent 212 peint durant le festival de street art Fresh Paint OLLN sur la façade de la Maison de la Citoyenneté à Ottignies.

La série met en scène un agent de police nonchalant et bien en chair, immatriculé 212, dans ses rapports avec ses supérieurs, ses collègues, son épouse qui le mettent dans des situations comiques.

## Historique
La première apparition de l'agent 212 a eu lieu en 1975 dans le journal Spirou no 1939. Il s'agit à l'origine d'une série qui ne devait pas durer, le dessinateur Daniel Kox tentait alors d'intégrer le studio de Peyo. En attendant il rencontre, par l'intermédiaire de Thierry Martens le rédacteur en chef de Spirou, le scénariste Raoul Cauvin qui lui propose un scénario de gags avec un agent de police, mais la série va intéresser le public et va continuer. Dupuis a ensuite publié 27 albums de cette série en français et néerlandais. En 1990, lors de la parution de l'album Ris, ô poulet l'auteur a repris un gag paru dans le journal de Spirou en 1981. Ce dernier n'avait pas été intégré dans l'album 24 heures sur 24 à cause d'un graphisme trop différent. L'auteur a cependant redessiné les deux planches et créé d'après cette histoire la couverture du 12e album.

## Personnages
- Agent 212

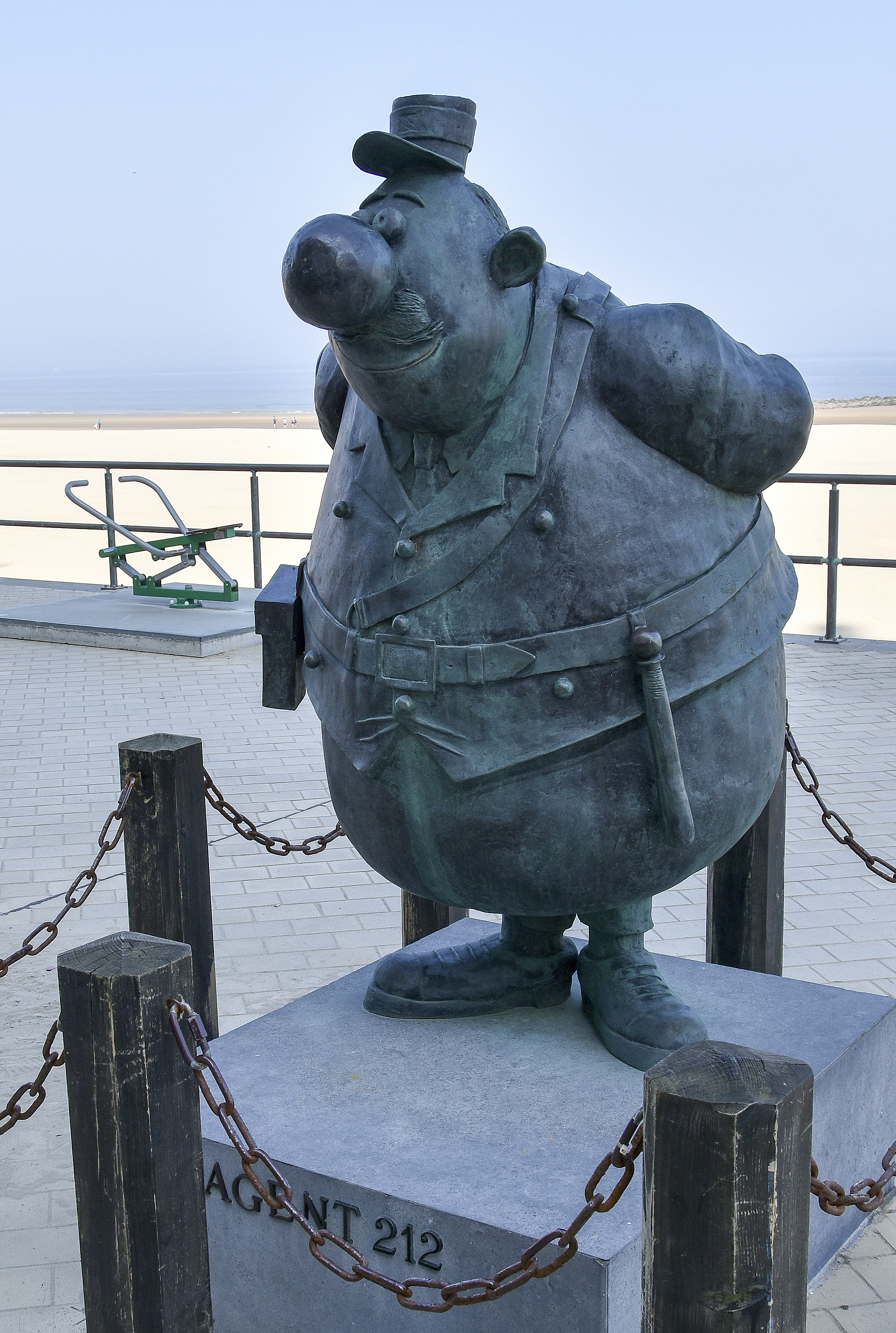
L'Agent 212 statufié à Middelkerke, en Belgique.

Pour l'état civil, l'agent 212 répond au nom d'Arthur Delfouille. Agent de police, chez lui, c'est une véritable vocation. Il fait face à toutes les mésaventures auxquelles les policiers sont parfois (même rarement) exposés, quand il ne les produit pas lui-même. Naïf, gaffeur mais sympathique, l'agent 212 n'hésite pas à frôler le ridicule pour mener à bien ses missions. Il est souvent réprimandé par le commissaire à cause de ses gaffes, même si parfois il n'en est pas à l'origine.
- Louise Delfouille

Épouse attentionnée et patiente, Louise a quand même son petit caractère. Elle n'hésite pas à raisonner Arthur quand il le faut et se laisse même parfois aller à un petit caprice. Très aimante, Louise soutient Arthur dans tout ce qu'il entreprend et le défend sans complexe lorsque sa mère fait des commentaires désobligeants à son égard.
- Albert

Autre agent, bon ami (et souvent complice) de l'agent 212. En tant qu'agent, il est l'agent 121 mais le 15e album le nomme agent 213. Il est très sympathique et parfois un peu naïf (comme l'agent 212 ) et n'hésite pas à aider Arthur dans n'importe quelle situation. Il est souvent puni avec l'agent 212 par le commissaire.
- Le commissaire Raoul Lebrun

C'est une personne très sévère, avare et parfois méchante s'il le faut. Il impressionne la plupart de ses policiers. Il doit supporter les nombreuses gaffes de l'agent 212 (quand il n'en est pas la victime) et, par conséquent, les réprimandes de ses supérieurs. Cela vaut parfois comme sanction à l'agent 212 de se retrouver affecté à la circulation…
- La belle-mère d'Arthur

Souvent invitée par sa femme, elle déteste Arthur qu'elle critique sans cesse, le traitant de « petit flic minable ». Elle est parfois victime de sa vengeance. Elle déteste le chien de l'agent 212 et le surnomme « le rat ». 
- Bastien

Comme Albert, c'est un ami de l'agent 212 et aussi un collègue. Il est lui aussi un peu naïf et n'hésite pas provoquer une catastrophe avec Arthur et Albert.
- Wilfried

Wilfried est un chien errant, qui a commencé à suivre Arthur après qu'il lui a donné un os et joué avec lui dans le parc. L'agent 212 a essayé de se débarrasser de lui, mais il continuait à le suivre. N'ayant pas d'autre choix, il devait travailler avec lui à ses côtés. Le commissaire Raoul le lui a enlevé. En rentrant chez lui, Arthur a été surpris de le découvrir dans sa maison. C'est un grand complice de l'agent 212 et l'aime beaucoup car ce dernier le considère comme son fils ; il déteste la belle-mère d'Arthur.
- Le vieux

Il sait tout ce qui se passe dans la ville et n'hésite pas appeler l'agent 212 en cas de danger.
- Lisette

C'est la femme d'Albert ; c'est une très bonne amie de Louise, la femme d'Arthur. Elle aussi est très gentille et n'hésite pas à être la complice  de son mari dans une mission comme « mentir au commissaire et faire semblant d'être malade parce qu'il y a une grosse fête ».
- Agent Raoul

C'est un ami de l'agent 212 et un collègue ; il n'est pas très patient et peut parfois stresser ses collègues qui l'utilisent souvent comme cobaye pour une publicité ou pour une loi.

## Publication

### Albums

#### La collection originale
- 1 24 heures sur 24, Dupuis, Marcinelle, 1981
Scénario : Raoul Cauvin - Dessin : Daniel Kox -  (ISBN 2-8001-1328-6)
- 2 Au nom de la loi, Dupuis, Marcinelle, 1982
Scénario : Raoul Cauvin - Dessin : Daniel Kox -  (ISBN 2-8001-1120-8)
- 3 Sens interdit, Dupuis, Marcinelle, 1983
Scénario : Raoul Cauvin - Dessin : Daniel Kox -  (ISBN 2-8001-1317-0)
- 4 Voie sans issue, Dupuis, Marcinelle, 1984
Scénario : Raoul Cauvin - Dessin : Daniel Kox -  (ISBN 2-8001-1400-2)
- 5 Poulet aux amendes, Dupuis, Marcinelle, 1985
Scénario : Raoul Cauvin - Dessin : Daniel Kox -  (ISBN 2-8001-1126-7)
- 6 Ronde de nuit, Dupuis, Marcinelle, 1986
Scénario : Raoul Cauvin - Dessin : Daniel Kox -  (ISBN 2-8001-1259-X)
- 7 Un flic à l'ombre, Dupuis, Marcinelle, 1987
Scénario : Raoul Cauvin - Dessin : Daniel Kox -  (ISBN 2-8001-1438-X)
- 8 Pas de panique, Dupuis, Marcinelle, 1987
Scénario : Raoul Cauvin - Dessin : Daniel Kox -  (ISBN 2-8001-1537-8)
- 9 Brigade mobile, Dupuis, Marcinelle, 1988
Scénario : Raoul Cauvin - Dessin : Daniel Kox -  (ISBN 2-8001-1582-3)
- 10 Agent trouble, Dupuis, Marcinelle, 1988
Scénario : Raoul Cauvin - Dessin : Daniel Kox -  (ISBN 2-8001-1616-1)
- 11 Sifflez dans le ballon !, Dupuis, Marcinelle, 1989
Scénario : Raoul Cauvin - Dessin : Daniel Kox -  (ISBN 2-8001-1676-5)
- 12 Ris, ô poulet, Dupuis, Marcinelle, 1990
Scénario : Raoul Cauvin - Dessin : Daniel Kox -  (ISBN 2-8001-1768-0)
- 13 Un flic flanche, Dupuis, Marcinelle, 1991
Scénario : Raoul Cauvin - Dessin : Daniel Kox -  (ISBN 2-8001-1868-7)
- 14 Sauté de poulet, Dupuis, Marcinelle, 1992
Scénario : Raoul Cauvin - Dessin : Daniel Kox -  (ISBN 2-8001-1941-1)
- 15 L'Appeau de l'ours, Dupuis, Marcinelle, 1993
Scénario : Raoul Cauvin - Dessin : Daniel Kox -  (ISBN 2-8001-2036-3)
- 16 Flic… aïe !, Dupuis, Marcinelle, 1994
Scénario : Raoul Cauvin - Dessin : Daniel Kox -  (ISBN 2-8001-2123-8)
- 17 Poulet sans selle, Dupuis, Marcinelle, 1995
Scénario : Raoul Cauvin - Dessin : Daniel Kox -  (ISBN 2-8001-2224-2)
- 18 Poulet rôti, Dupuis, Marcinelle, 1996
Scénario : Raoul Cauvin - Dessin : Daniel Kox -  (ISBN 2-8001-2341-9)
- 19 Cuisses de poulet, Dupuis, Marcinelle, 1997
Scénario : Raoul Cauvin - Dessin : Daniel Kox -  (ISBN 2-8001-2462-8)
- 20 Chair de poule, Dupuis, Marcinelle, 1999
Scénario : Raoul Cauvin - Dessin : Daniel Kox -  (ISBN 2-8001-2650-7)
- 21 Ailes de poulet, Dupuis, Marcinelle, 2000
Scénario : Raoul Cauvin - Dessin : Daniel Kox -  (ISBN 2-8001-2786-4)
- 22 Brigade des eaux, Dupuis, Marcinelle, 2001
Scénario : Raoul Cauvin - Dessin : Daniel Kox -  (ISBN 2-8001-3096-2)
- 23 Poulet en gelée, Dupuis, Marcinelle, 2003
Scénario : Raoul Cauvin - Dessin : Daniel Kox -  (ISBN 2-8001-3261-2)
- 24 Agent de poche, Dupuis, Marcinelle, 2004
Scénario : Raoul Cauvin - Dessin : Daniel Kox -  (ISBN 2-8001-3610-3)
- 25 L'agent prend la pose, Dupuis, Marcinelle, 2006
Scénario : Raoul Cauvin - Dessin : Daniel Kox -  (ISBN 2-8001-3696-0)
- 26 À l'eau police, Dupuis, Marcinelle, 2007
Scénario : Raoul Cauvin - Dessin : Daniel Kox -  (ISBN 2-8001-3918-8)
- 27 Fauve qui peut !, Dupuis, Marcinelle, 2009
Scénario : Raoul Cauvin - Dessin : Daniel Kox -  (ISBN 2-8001-4599-4)
- 28 Effet monstre, Dupuis, Marcinelle, 2012
Scénario : Raoul Cauvin - Dessin : Daniel Kox -  (ISBN 2-8001-4756-3)
- 29 L'Agent tous risques, Dupuis, Marcinelle, 2016
Scénario : Raoul Cauvin - Dessin : Daniel Kox -  (ISBN 2-8001-5992-8)
- 30 Descente de police, Dupuis, Marcinelle, 2020
Scénario : Raoul Cauvin - Dessin : Daniel Kox -  (ISBN 978-2-8001-6885-2)

#### Réédition
En 2003, sort un album intitulé Best Of, qui regroupe les meilleurs gags de la série.

### Revues
La série est publiée pour la première fois dans le journal Spirou en 1975 dans le no 1939. Elle va être publiée régulièrement dans le journal sous forme de gag d'une planche, récit de deux, trois, quatre, cinq et six planches. En 1983, est publiée dans le no 2337 la 100e planche, la 200e planche en 1988 dans le no 2634, la 300e planche en 1994 dans le no 2924, la 400e planche en 1999 dans le no 3203 et la 500e en 2006 dans le no 3534. La série va aussi faire à plusieurs reprises la couverture du journal.

## Divers
À Bruxelles, la rue du Marché aux Poulets porte également, depuis 2006, le nom « rue L’Agent 212 »,.